# Număr centrat pătratic

Un număr centrat pătratic este un număr figurativ centrat care reprezintă un pătrat cu un punct în centru și toate celelalte puncte care înconjoară centrul în straturi pătratice succesive (este suma acestor puncte). Al n-lea număr centrat pătratic C4 este dat de formula
{\displaystyle C_{4,n}=n^{2}+(n-1)^{2}.\,}
Cu alte cuvinte un număr centrat pătratic este dat de suma a două pătrate perfecte consecutive.
Primele patru numere centrate pătratice sunt prezentate mai jos:
|                           |  |                           |  |                            |  |                            |
| {\displaystyle C_{4,1}=1} |  | {\displaystyle C_{4,2}=5} |  | {\displaystyle C_{4,3}=13} |  | {\displaystyle C_{4,4}=25} |
Faptul că un număr centrat pătratic este dat de suma a două pătrate perfecte consecutive se poate demonstra cu următoarea reprezentare grafică:
|                             |  |                             |  |                             |  |                              |
| {\displaystyle C_{4,1}=0+1} |  | {\displaystyle C_{4,2}=1+4} |  | {\displaystyle C_{4,3}=4+9} |  | {\displaystyle C_{4,4}=9+16} |
Primele câteva numere centrate pătratice sunt
1, 5, 13, 25, 41, 61, 85, 113, 145, 181, 221, 265, ... 